# Héctor Facundo
Héctor Facundo (2 de novembre de 1937 - 13 de desembre de 2009) fou un futbolista argentí.

## Selecció de l'Argentina
Va formar part de l'equip argentí a la Copa del Món de 1962.